# Hyposidra albifurcata
Hyposidra albifurcata är en fjärilsart som beskrevs av W. Warren 1897. Hyposidra albifurcata ingår i släktet Hyposidra och familjen mätare. Inga underarter finns listade i Catalogue of Life.